# K Beerschot VA
El Koninklijke Beerschot Voetbalclub Antwerpen (en español: Real Club de Fútbol Beerschot de Amberes), anteriormente KFCO Beerschot Wilrijk y por lo tanto KFCO Wilrijk, más conocido como Beerschot, es un equipo de fútbol belga de la ciudad de Amberes en la provincia homónima. Fue fundado el 3 de noviembre de 1899 bajo el nombre de Beerschot Athletic Club. Está afiliado a la Real Asociación Belga con la matrícula n° 13 y actualmente juega en la Segunda División de Bélgica.

## Historia
Fue fundado en el año 1921 en el distrito de Wilrijk de la ciudad de Amberes con el nombre FC Wilrijk y ese mismo año se afilió en la Real Federación Belga de Fútbol con el número de matrícula 155.
En 1926 juega por primera vez en la Tercera División de Bélgica, con lo que fue su debut a nivel nacional, pero ese mismo año descendió de categoría. En 1931 regresa a la Tercera división gracias a que se amplió la cantidad de equipos en la liga, de la cual descendió tras solo dos temporadas.
En 1935 regresa a la Tercera división, donde se convirtió en un equipo dominante en la división al punto de que ganaron el título de la categoría en la temporada 1936/37 y así lograr el ascenso a la Segunda División de Bélgica por primera vez en su historia, donde estuvo durante dos temporadas hasta descender a la tercera categoría. El club desciende a las divisiones provinciales en 1949, manteniéndose en las ligas provinciales por décadas.
En 1993 se fusionan con el Olympia Wilrijk 72 para dar origen al KFC Olympia Wilrijk con el fin de tener a un equipo fuerte que representara a la ciudad. En 1995 sale de las divisiones provinciales por primera vez en 45 años, manteniéndose en Cuarta División durante ocho temporadas hasta que volvió a descender a las divisiones provinciales. Regresarían a la Tercera División de Bélgica en la temporada siguiente, esta vez se mantuvieron tres temporadas hasta que volvieron a descender a las categorías provinciales.
En 2008 lograrían el ascenso a la Tercera División de Bélgica nuevamente, para descender tras dos temporadas en 2010.

### Nueva Imagen
En 2013 se da la desaparición del Beerschot AC tras declararse en bancarrota, KFCO Wilrijk decidió adoptar la identidad de Beerschot para atraer a los aficionados del club desaparecido, y como plan decidieron adoptar el nombre Beerschot y los colores del club. La Real Federación Belga de Fútbol autorizó el cambio de nombre y colores pero con la condición de que quitaran el título Real del club, por lo que pasaron a llamarse FCO Beerschot Wilrijk, aunque fue en 2017 cuando adoptaron su denominación actual después de que la Federación se los permitiera. 
Tras el cambio de nombre implantaron un récord de 8.500 espectadores a un partido de liga provincial, algo que nunca se había dado, marca que rompieron más adelante al reportar una asistencia de 12.000 espectadores, por lo que a causa de la gran cantidad de asistencia a sus partidos decidieron jugarlos en un escenario más grande en Amberes, en el mismo estadio del Beerschot VAC, el Estadio Olímpico de Amberes. Desde el primer año de este proyecto, los partidos en casa se han jugado frente a una media de más de 7.000 espectadores. En los partidos a domicilio, el club también movilizaba un promedio de más de 1.000 seguidores, por lo que en las divisiones inferiores el club local a menudo tuvo que trasladarse a un estadio más grande.
En la temporada 2014/15 logran en ascenso a la Cuarta División de Bélgica, continuando con ascensos consecutivos que lo llevaron a la Segunda División de Bélgica para la temporada 2017/18.
En la temporada 2017/18 participó el KFCO Beerschot Wilrijk en la Segunda División. Ganó la primera vuelta y, por lo tanto, se le permitió competir contra el ganador de la segunda vuelta, a saber, el Círculo de Brujas. El 4 de marzo de 2018, KFCO Beerschot Wilrijk ganó el partido de ida en casa contra el Cercle Brugge por 1-0. La vuelta en Brujas el 10 de marzo, el KFCO Beerschot Wilrijk pudo haber ascendido por quinta vez consecutiva, pero perdió 3-1 tras, entre otras cosas, un penalti en el minuto 90.
En 2018, el club decidió comprar el antiguo número de matrícula 13 de Beerschot VAC por 40.000 euros. A partir del 1 de julio de 2019, el club finalmente usaría este número de matrícula. En 2019 se decidió cambiar el nombre y el logotipo, el club continúa como Koninklijke Beerschot Voetbalclub Antwerp.
En la temporada 2019/20, el club jugó por tercera temporada consecutiva en Segunda División. La primera vuelta fue difícil para el club, terminaron quintos. El entrenador Stijn Vreven fue despedido tras la jornada 9 debido a unos resultados decepcionantes. Fue reemplazado por Hernán Losada. Los resultados mejoraron levemente en la segunda vuelta y al final quedaron primeros al vencer en el campo del Lokeren en la última jornada. Beerschot jugaría la final por tercera vez en tres años. El rival sería esta vez el OH Leuven. El primer partido se ganó 1-0 tras un gol de Tarik Tissoudali. El partido de vuelta se pospuso hasta el 2 de agosto de 2020 debido a la crisis del coronavirus y se ganó 1-4 en Leuven, ascendiendo por primera vez en su historia a Primera División.
Tras dos campañas en Segunda, vuelve a la Jupiler League el 7 de abril de 2024 tras vencer a domicilio al KV Oostende.

## Estadio

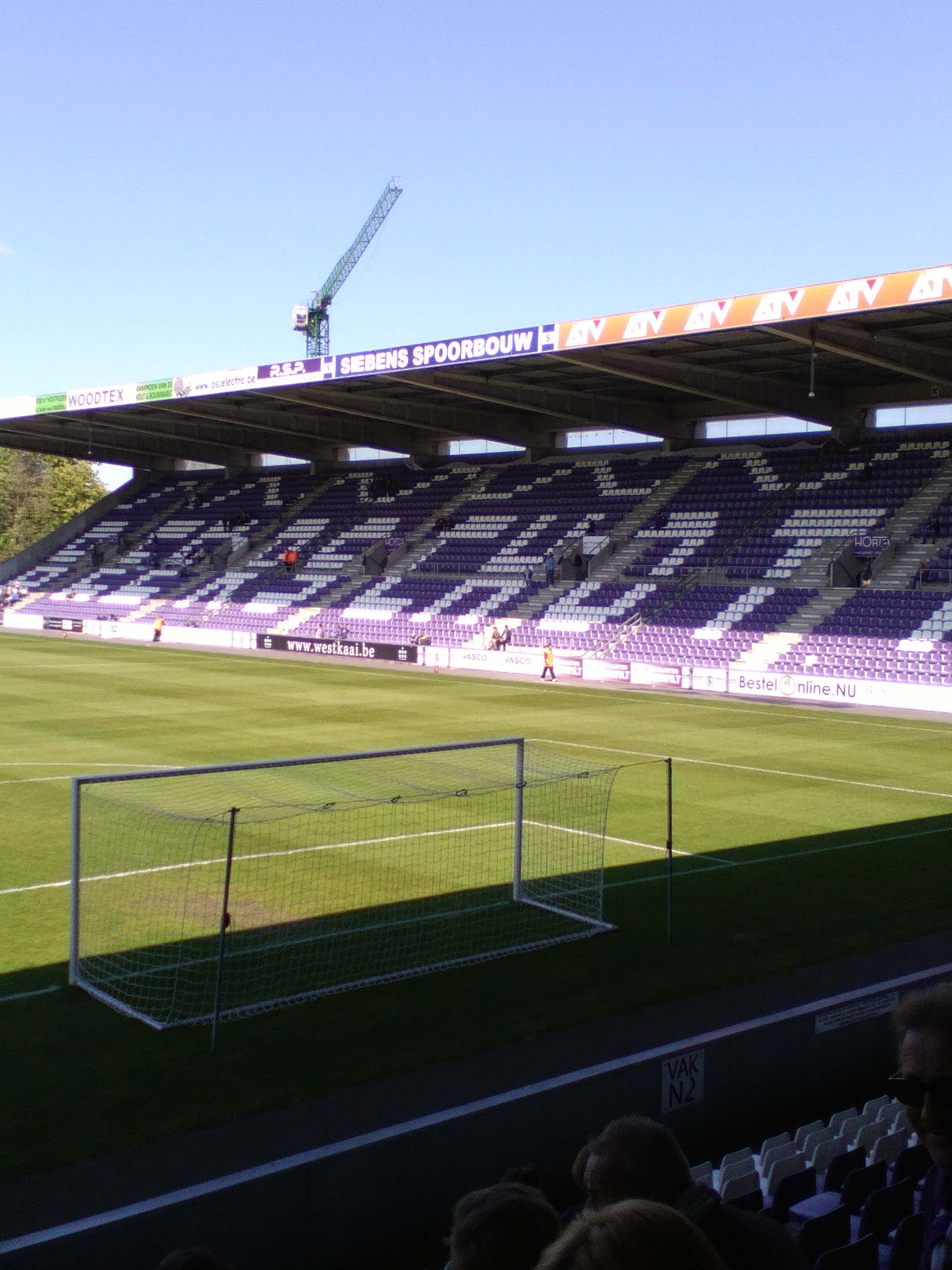

La base de operaciones del K Beerschot VA es el Estadio Olímpico de Amberes. El edificio está ubicado en Athletenstraat y fue construido con motivo de los Juegos Olímpicos de Verano de 1920. El apodo del estadio, 't Kiel, se debe al distrito en el que se encuentra el estadio. Tiene capacidad para 12.771 espectadores, todos sentados.

## Palmarés
- Segunda División

Campeón (1x): 2019/20
Apertura (1x): 2017/18
Clausura (2x): 2018/19 y 2019/20
- Primera División Aficionada

Campeón (1x): 2016/17
- Tercera División

Campeón (1x): 2015/16
- Cuarta División

Campeón (1x): 2014/15
- Primera Provincial Amberes

Campeón (1x): 2013/14

## Temporada a temporada
| Temporada                            | Nivel | Nivel | Nivel | Nivel | Nivel | Nivel | Nivel | Nivel | Nivel | División                | Puntos                                                | Observaciones                                                         | Copa de Bélgica                                       |
|                                      | I     | I     | II    | III   | IV    | P.I   | P.II  | P.III | P.IV  |                         |                                                       |                                                                       |                                                       |
| ------------------------------------ | ----- | ----- | ----- | ----- | ----- | ----- | ----- | ----- | ----- | ----------------------- | ----------------------------------------------------- | --------------------------------------------------------------------- | ----------------------------------------------------- |
| como KFCO Wilrijk                    |       |       |       |       |       |       |       |       |       |                         |                                                       |                                                                       |                                                       |
| 2005/06                              |       |       |       |       | 15    |       |       |       |       | Cuarta Div. B           | 32                                                    |                                                                       |                                                       |
| 2006/07                              |       |       |       |       |       |       |       |       |       | Primera Provincial      |                                                       |                                                                       |                                                       |
| 2007/08                              |       |       |       |       |       | 2     |       |       |       | Primera Provincial      | 57                                                    | Ascenso                                                               |                                                       |
| 2008/09                              |       |       |       |       | 11    |       |       |       |       | Cuarta Div. B           | 39                                                    |                                                                       |                                                       |
| 2009/10                              |       |       |       |       | 15    |       |       |       |       | Cuarta Div. B           | 31                                                    |                                                                       |                                                       |
| 2010/11                              |       |       |       |       |       | 2     |       |       |       | Primera Provincial      | 52                                                    |                                                                       |                                                       |
| 2011/12                              |       |       |       |       |       | 5     |       |       |       | Primera Provincial      | 49                                                    |                                                                       |                                                       |
| 2012/13                              |       |       |       |       |       | 4     |       |       |       | Primera Provincial      | 51                                                    |                                                                       |                                                       |
| como KFCO Beerschot Wilrijk          |       |       |       |       |       |       |       |       |       |                         |                                                       |                                                                       |                                                       |
| 2013/14                              |       |       |       |       |       | 1     |       |       |       | Primera Provincial      | 70                                                    | Ascenso como campeón                                                  |                                                       |
| 2014/15                              |       |       |       |       | 1     |       |       |       |       | Cuarta Div. C           | 71                                                    | Ascenso como campeón                                                  | 5ª ronda                                              |
| 2015/16                              |       |       |       | 1     |       |       |       |       |       | Tercera Div. B          | 71                                                    | Ascenso como campeón                                                  | 3ª ronda                                              |
|                                      | 1A    | 1B    | 1Am   | 2Am   | 3Am   | P.I   | P.II  | P.III | P.IV  |                         | desde 2016/17 hay 3 niveles nacionales y 2 regionales | desde 2016/17 hay 3 niveles nacionales y 2 regionales                 | desde 2016/17 hay 3 niveles nacionales y 2 regionales |
| 2016/17                              |       |       | 1     |       |       |       |       |       |       | Primera Div. Aficionada | 53                                                    | Ascenso como campeón. Después de competición regular 1º con 80 puntos | 5ª ronda                                              |
| 2017/18                              |       | 3     |       |       |       |       |       |       |       | Segunda División        | 46                                                    | Ganador primera vuelta con 29 puntos                                  | 1/16                                                  |
| 2018/19                              |       | 2     |       |       |       |       |       |       |       | Segunda División        | 54                                                    | Ganador primera vuelta con 30 puntos                                  | 1/8                                                   |
| como Beerschot Voetbalclub Antwerpen |       |       |       |       |       |       |       |       |       |                         |                                                       |                                                                       |                                                       |
| 2019/20                              |       | 5     |       |       |       |       |       |       |       | Segunda División        | 43                                                    | Campeón, ganador segunda vuelta con 26 puntos                         | 1/16                                                  |
| 2020/21                              | 9     |       |       |       |       |       |       |       |       | Primera División        | 47                                                    |                                                                       | 1/8                                                   |
| 2021/22                              | 18    |       |       |       |       |       |       |       |       | Primera División        | 16                                                    | descenso                                                              |                                                       |
| 2022/23                              |       | 3     |       |       |       |       |       |       |       | Segunda División        | 49                                                    |                                                                       |                                                       |
| 2023/24                              |       | 1     |       |       |       |       |       |       |       | Segunda División        | 56                                                    | ascenso                                                               |                                                       |
| 2024/25                              | 16    |       |       |       |       |       |       |       |       | Primera División        |                                                       |                                                                       |                                                       |